# Tung Chung Line (métro de Hong Kong)
La ligne Tung Chung  est une ligne du métro de Hong Kong. Elle traverse 8 stations de métro différentes.

## Description
C'est la seule ligne du réseau qui permet une correspondance pour la Disneyland Resort Line qui conduit aux parcs Disneyland de Hong Kong, ainsi que la ligne Airport Express qui conduit à l'aéroport international de Hong Kong.